# Welcommia
Genre
Espèces de rang inférieur
- † Welcommia bodeuri <Cappetta 1990
- † Welcommia cappettai Klug & Kriwet 2010

Welcommia est un genre éteint de requins de la famille des Hexanchidae qui a vécu lors de l’Oxfordien. Ses restes fossiles ont été mis au jour en Allemagne. 

## Liste d'espèces
Deux espèces sont connues :
- Welcommia bodeuri Cappetta 1990
- Welcommia cappettai Klug & Kriwet 2010